# Remy (bedrijf)

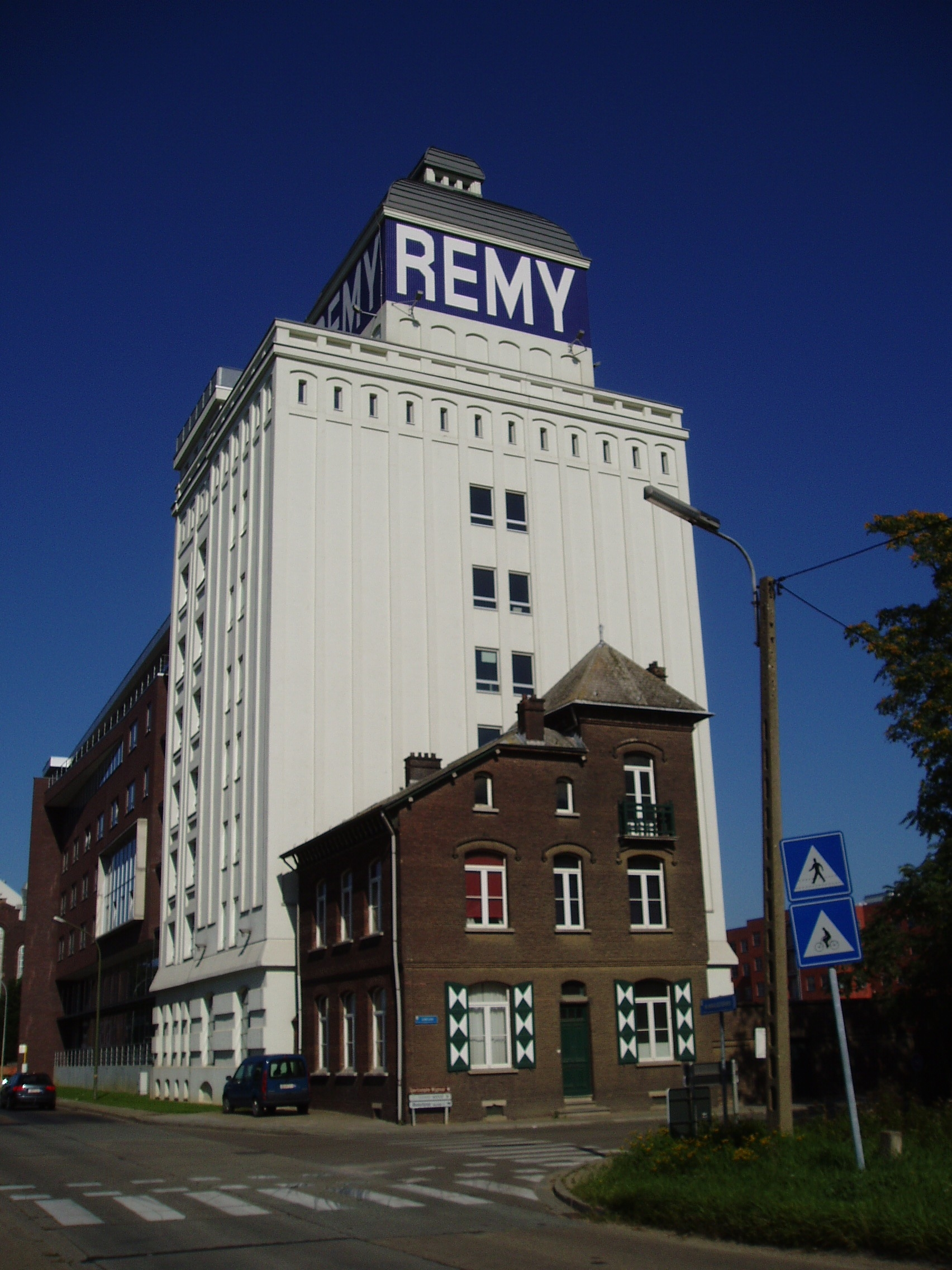
De Remytoren langs het kanaal Leuven-Dijle

Het bedrijf Remy is een Belgisch bedrijf dat gevestigd is te Wijgmaal nabij Leuven.

## Geschiedenis
Het bedrijf is opgericht in 1855 en is een van 's werelds grootste producenten van rijstzetmelen. Het is opgericht door een bekend industrieel uit die periode, Edward Remy (1813-1896). Hij kocht in 1855 een watermolen op de Dijle en bouwde van hieruit zijn bedrijf op. Rond 1900 breidde het bedrijf uit en kwam er een vestiging aan het kanaal Leuven-Dijle, deze locatie is nog steeds de hoofdzetel. Nadat in 1987 de silo werd beschermd als monument, werden in 2005 eveneens stijfselfabriek en de overslagtoren beschermd als monument.
Sinds een aantal jaar maakt Remy Industries deel uit van de ORAFTI Group, samen met Palatinit vormt het de `specialties afdeling´ van Südzucker. De ORAFTI-groep is een van de vier Activity Groups van de Raffinerie Tirlemontoise / Tiense Suikerraffinaderij, die hoort bij de Duitse groep Südzucker. Remy heeft een leeuwenhoofd als logo, het logo staat voor energie en kracht.

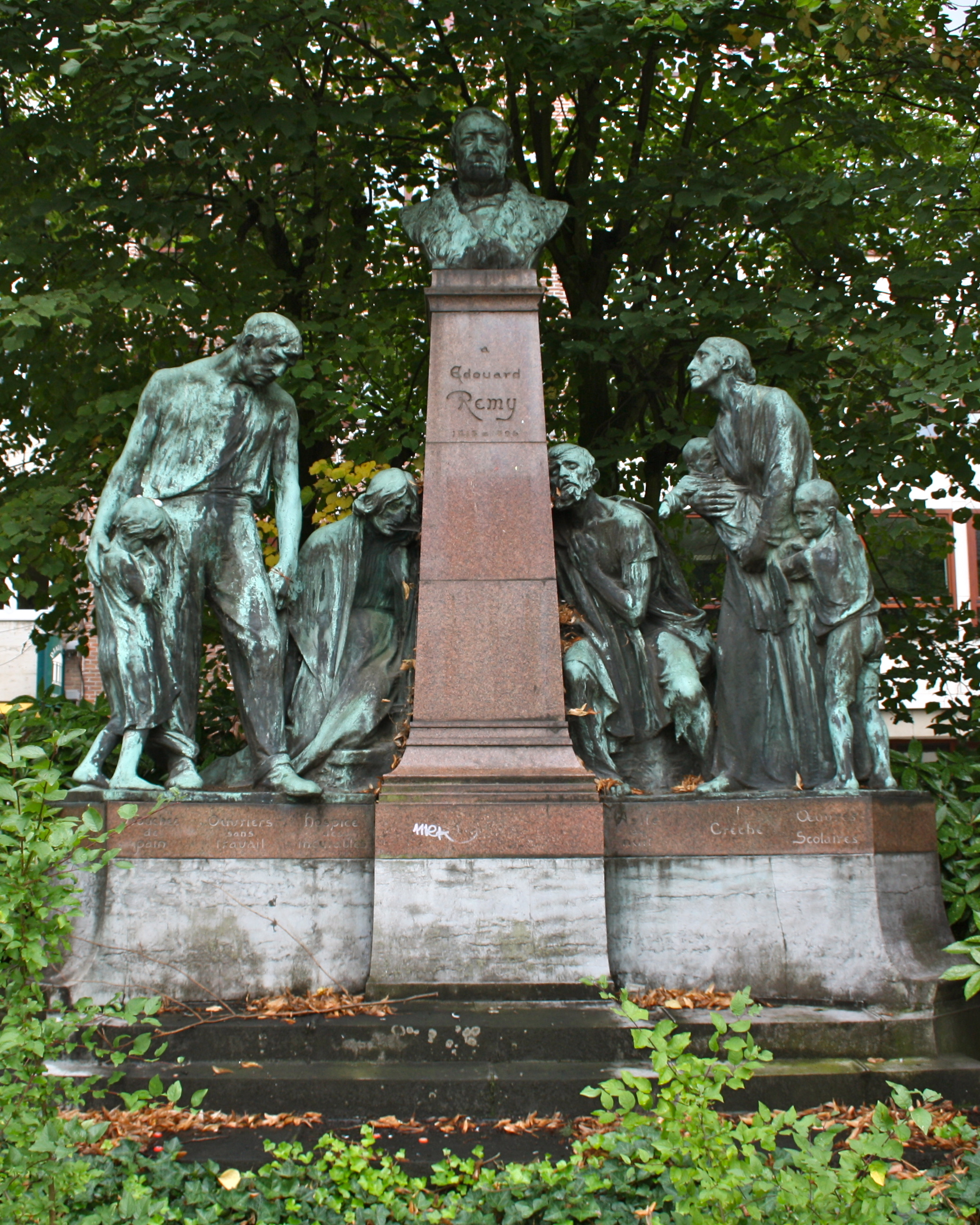
Monument aan Edouard Remy, stichter van het Remy bedrijf, weldoener van de stad Leuven.

## Bezigheden
Remy houdt zich als bedrijf vooral bezig met alles wat je met rijst kan doen. 
De bezigheden van Remy spitsen zich vooral toe op de volgende producten: 
- Bloem
- Stijfsel
- Proteïnen
- Siropen
- Mengsels
- Lijmen

De bekendste producten van Remy zijn de stijfsels, deze zijn onder verschillende vormen te vinden:
- kristal (stijfsel Remy)
- poeder (Remymatic)
- vloeibare substantie (Remy instant stijfsel)
- spray
- Remy Conditioner